# إيرا دبليو. باركر
إيرا دبليو. باركر هو شخصية أعمال وسياسي أمريكي، ولد في 9 أبريل 1877، وتوفي في 23 أغسطس 1960. نشط حزبياً في الحزب الجمهوري. وقد انتخب عضو جمعية ولاية ويسكونسن ‏.